# ایشخان قاریبیان
ایشخان آساطوری قاریبیان (ارمنی: Իշխան Ասատուրի Ղարիբյան؛  زادهٔ ۷ دسامبر ۱۹۲۴ - درگذشته ۲۳ فوریهٔ ۲۰۰۴) بازیگر سینما اهل ارمنستان بود.

## زندگی‌نامه
وی در ۷ دسامبر ۱۹۲۴ در باکو به دنیا آمد و از انستیتو دولتی هنری و نمایشی ایروان فارغ‌التحصیل گشت. وی همچنین برنده جوایزی همچون هنرمند مردمی ارمنستان شوروی شد. وی در ۲۳ فوریهٔ ۲۰۰۴ در سن ۷۹ سالگی در ایروان درگذشت.

## گزیده فیلم‌شناسی
از فیلم‌ها یا برنامه‌های تلویزیونی که وی در آن نقش داشته‌است می‌توان به آثار زیر اشاره کرد.
- مکانیک خوشبختی
- ستاره امید
- باغ سیب
- بخش ویژه